# Remo Vigorelli
Remo Vigorelli (Milano, 21 febbraio 1893 – Milano, 16 febbraio 1977) è stato un politico, banchiere e dirigente d'azienda italiano.

## Biografia
Diplomatosi in ragioneria, si laurea nel 1914 in economia e commercio alla Università Bocconi di Milano. Sin da giovane, mostra interesse verso il mondo della politica: a diciotto anni diventa presidente della Federazione giovanile diocesana di Lodi, città in cui si trasferisce seguendo il padre, cancelliere del locale tribunale. Fa parte della "piccola costituente" che il 18 gennaio 1919, presso l'albergo Santa Chiara di Roma, fonda il Partito Popolare Italiano. 
Come banchiere, dopo una esperienza nelle casse rurali, presso la Banca del Lavoro e delle Cooperative nonché, in qualità di componente del collegio sindacale presso il Credito Nazionale di Roma e la Banca di San Marzano di Voghera,  entra nel settembre 1914 nella Banca Piccolo Credito Sant'Alberto di Lodi come vicedirettore generale e Ragioniere Capo. Nel 1917 viene chiamato a dirigere il Credito Pavese, incarico svolto fino al 1919. Esonerato inizialmente dal servizio militare per via delle responsabilità nella vita civile e professionale, dopo la battaglia di Caporetto viene richiamato alle armi e frequenta la Scuola allievi ufficiali e la Scuola bombardieri di Sassuolo. Quando è pronto per il fronte, interviene l'armistizio che pone fine alla guerra.
Dopo la prima guerra mondiale torna alla Banca Sant'Alberto di Lodi in qualità di direttore generale e contemporaneamente è nominato consigliere della Federazione della Banche Italiane. Nel febbraio 1923 venne chiamato al vertice della Banca del Piccolo Credito Novarese che si trovava in difficoltà: assieme ai suoi collaboratori Vigorelli ne risolleva le sorti aumentando la solidità patrimoniale, migliorando la qualità del portafoglio, incrementando la quota di mercato e la penetrazione territoriale con quasi cento sportelli. La crisi del 1929 interrompe il processo di risanamento e vanifica il lavoro svolto. Per effetto di vecchi investimenti in portafoglio deliberati delle passate direzioni e caldeggiati - per motivi politico sociali - dal regime fascista (ad esempio, le Bonifiche Ferraresi), la banca subisce pesantemente gli effetti della crisi dovendo far fronte in otto giorni a cinquantadue milioni di lire di pagamenti su trenta di patrimonio e quattrocentotrenta di depositi, a fronte anche di un panico pilotato dalla propaganda e da giornali di area fascista.  Vigorelli si rivolge alla Banca d'Italia e successivamente a Benito Mussolini, con cui ebbe un lungo colloquio, al fine di salvare la banca e soprattutto i numerosi piccoli risparmiatori. Mussolini decide di fare assorbire la banca dalla Banca Popolare di Novara, già in mano ad una dirigenza di fede fascista. Viene inoltre nominata una commissione d'inchiesta dalla Banca d'Italia e del Ministero delle Finanze, ma Vigorelli ed i suoi dirigenti ne uscirono indenni e senza rilievi significativi. 
Nei due  anni successivi la fusione della banca, è professore di Arti Bancarie alla Università Cattolica del Sacro Cuore di Milano, incarico che mantenne per qualche anno ancora dopo essere rientrato nel mondo del lavoro. Infatti, grazie al fratello Pietro M. Vigorelli, uno dei massimi dirigenti della SNIA, viene presentato alla Rinascente di Milano, dato che entrambe le aziende erano accomunate dal medesimo azionariato (Borletti d'Arosio, Brustio, Franco Marinotti). Entrato in Rinascente come dirigente, in breve tempo ne diviene Capo del personale, Segretario Generale, membro del Consiglio di Amministrazione e quindi Direttore Generale entrando infine nell'azionariato di comando. Nel medesimo periodo fu consigliere lombardo e nazionale dell'Unione cristiana imprenditori dirigenti. 
Sposò Agnese Manzoni, discendente dallo stesso ceppo dello scrittore Alessandro, da cui ebbe sette figli.

## Opere
- L'azione giovanile nella Diocesi di Lodi, Lodi, 1911
- Speranze e battaglie, Lodi, 1912
- Per l'apostolato eucaristico dei giovani, in Vita e Pensiero, Milano, 1920-1921
- Preghiera ed apostolato - Propaganda domenicana, Milano, 1931
- La preparazione cristiana della famiglia, in Rivista del clero italiano, Roma, marzo 1931
- La cooperazione rurale di credito nel Lodigiano, Lodi, 1916
- I provvedimento per la piccola proprietà, Pavia, 1917
- Angelo Mauri, per i paria della proprietà, in Rivista internazionale di scienze sociali, Milano, febbraio 1918
- Verso l'abolizione del salariato, in Vita e Pensiero, Milano, luglio 1919
- Questioni sociali del giorno – A proposito dei consigli di fabbrica, in La Scuola Cattolica, Roma, marzo 1920
- Un saggio di inchiesta sulla piccola proprietà in Italia, Lodi, 1921
- La difesa sociale e giuridica della piccola proprietà, Roma, 1921
- Esame della situazione amministrativa, Lodi, 1922
- Per una indagine economica piccola proprietà agricola in Italia, Vita e Pensiero, Milano, 1928
- Il credito all'artigianato e le banche, Milano, 1931
- Le Casse Rurali nel Lodigiano, in Giornale degli economisti, Roma, novembre 1934
- Problemi tecnici delle Casse Rurali, in Rivista internazionale di scienze sociali, Milano, 1935
- Lo statuto bancario corporativo, in Rivista internazionale di scienze sociali, Milano, 1936
- Osservazioni sul salario, Milano, 1948
- La riforma dell'impresa nell'insegnamento pontificio, Milano, 1952-1953
- Relazioni umane e collaborazione in un Grande Magazzino, Milano, 1954
- Esperienze di interessenza del personale nelle aziende, Milano, 1958
- Ricordando Angelo Mauri, Milano, 1958

## Onorificenze
- Medaglia d'oro dell'Unione Cattolica Dirigenti ed Imprenditori - UCID